# Melita longisetosa
Melita longisetosa är en kräftdjursart som beskrevs av Sheridan 1980. Melita longisetosa ingår i släktet Melita och familjen Melitidae. Inga underarter finns listade i Catalogue of Life.